# Hydroginella bullata
Hydroginella bullata is een slakkensoort uit de familie van de Marginellidae. De wetenschappelijke naam van de soort is voor het eerst geldig gepubliceerd in 2003 door Boyer, Wakefield & McCleery.